# Années 410 av. J.-C.
Les années 410 av. J.-C. couvrent les années de 419 av. J.-C. à 410 av. J.-C.

## Événements

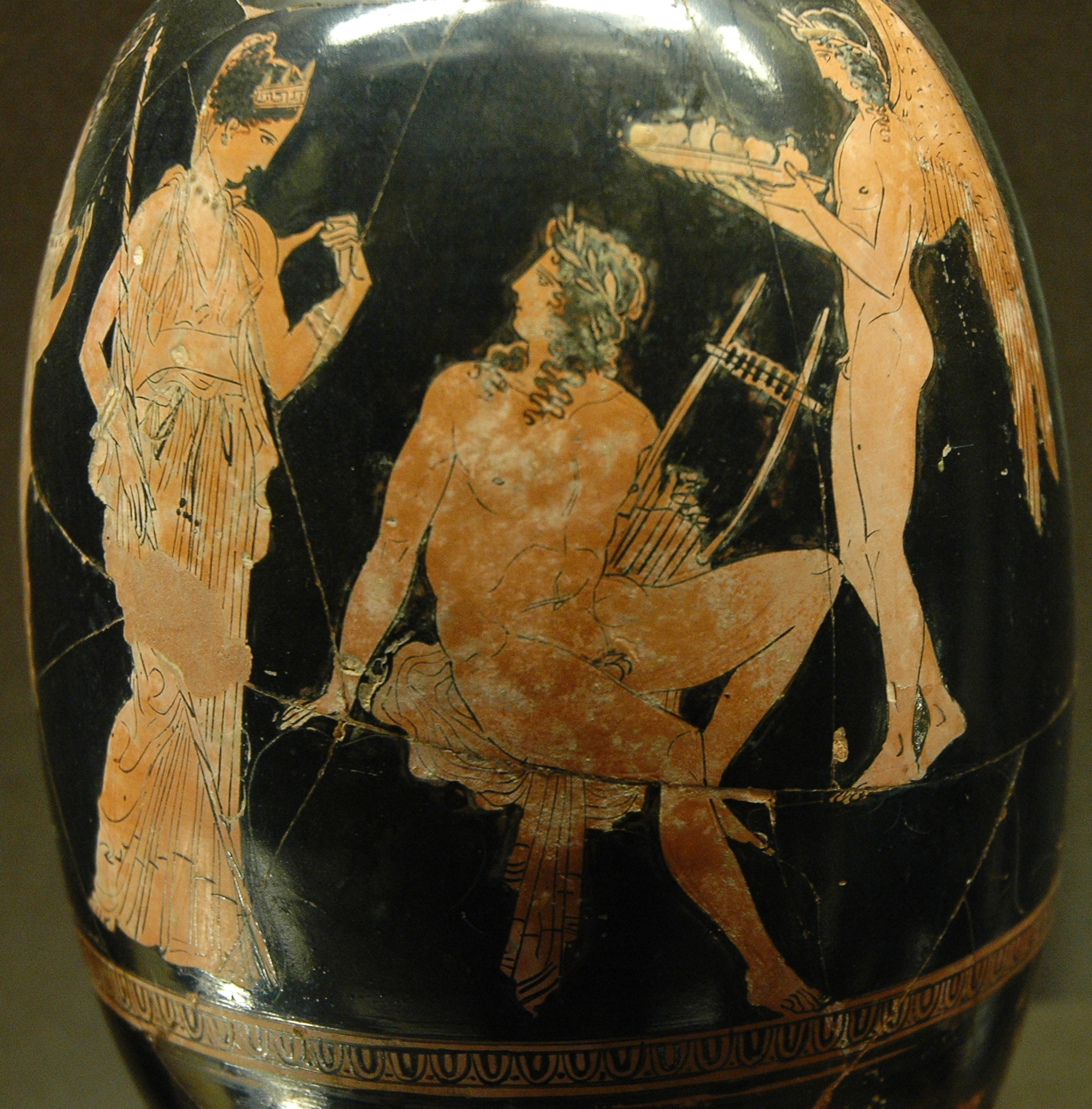
Aphrodite et Adonis, lécythe aryballisque attique à figures rouges d'Aison, v. 410 av. J.-C., musée du Louvre

- Après 420 av. J.-C. : style « fleuri » dans la céramique attique[1].

- 419 av. J.-C. : guerre entre Argos et Épidaure[2].
- 416-415 av. J.-C. : siège de Mélos[3].
- 415 av. J.-C. : scandale des Hermocopides à Athènes[4].
- 415-413 av. J.-C. : expédition de Sicile[5].
- 414 av. J.-C. : reprise de la guerre du Péloponnèse entre Athènes et Sparte (fin 404 av. J.-C.)[5].
- 412 av. J.-C. : révolte en Ionie contre Athènes[5].
- 411 av. J.-C. : révolution oligarchique des Quatre-Cents à Athènes[6].

## Personnages significatifs
- Alcibiade
- Antiphon
- Ctésias
- Démosthène (général)
- Euripide
- Gylippos
- Hippocrate
- Hyperbolos
- Lamachos
- Nicias
- Protagoras
- Socrate
- Sophocle
- Théramène
- Tissapherne